# Весной
«Весно́й» — немой чёрно-белый документальный фильм, снятый Михаилом Кауфманом в Киеве в 1929 году. Первая самостоятельная работа оператора, выполненная в соответствии с идеями авангардистского объединения «Киноки», стала дебютом Кауфмана в режиссуре.
По утверждению ряда российских средств массовой информации, в конце XX века фильм считался утраченным; копия была обнаружена в 2005 году в одном из архивов Амстердама.

## История создания
Это был ответ Кауфмана на фильм «Человек с киноаппаратом», доказавший, что можно без помощи титров выразить определённые идеи иначе, чем Вертов.
Созданию фильма «Весной» предшествовал разлад Михаила Кауфмана и Дзиги Вертова. Ещё во время работы над картиной-симфонией «Человек с киноаппаратом» между братьями-кинематографистами возникли творческие разногласия. По словам Кауфмана, в ленте было много хаоса, а сбор киноматериала осуществлялся без «чётко выраженной программы». Размолвка привела к тому, что Михаил решил создать собственный фильм на основе тех стилистических и технических методов, что уже использовались им в прежних лентах:
В тот год мы с Вертовым окончательно разошлись во взглядах и стали работать самостоятельно. Я был вооружён кинокамерой и владел массой приёмов отражения жизни. На тему весны я напал, в общем-то, случайно.
По композиции картина «Весной» была разделена на пять условных частей («На переломе», «Весенние заботы», «Быт», «Народные праздники», «Весна идёт»), однако специальной «организации материала для съёмок» режиссёр не проводил; в основе работы лежали только наблюдения за ходом жизни. При этом, как замечал автор книги «Три оператора» Николай Ушаков, Кауфману порой приходилось брать на себя функции дрессировщика: чтобы приблизиться к снимаемой птице и вызвать её доверие, он «приучал её к киноаппарату».

## Содержание
Начало фильма — это постепенное движение от зимы к весне. Снеговик, который в первых кадрах выглядит крепким и монолитным, внезапно уменьшается в размерах; по дорогам бегут ручьи, оттаивают ледяные наросты на крышах. Горожане распахивают окна, вынимают зимние рамы, моют стёкла, выносят на балконы тёплые одеяла. На улицах появляются передвижные цистерны с квасом и тележки с мороженым.
Следующая часть картины — индустриальный пейзаж, который представляет собой непрерывное движение механизмов, шестерёнок, вагонеток. В одном из цехов раскладывают газету «Бюллетень социалистического соревнования» за 1929 год. Затем камера переносит зрителя в городские парки и скверы. По стволу дерева движется улитка, в ветвях птицы свивают гнёзда, пчёлы роятся вокруг цветов, бутоны которых раскрываются прямо на глазах. Горожане, освободившись от зимней одежды, гуляют парами или поодиночке; молодые мамы катят по улицам открытые коляски.
Майские дни. Демонстрация с флагами, спортивные соревнования, футбольный матч на переполненном стадионе. Трюкач-велосипедист едет по улице, одновременно играя на гармошке; девушки выходят танцевать.

## Отзывы и рецензии
Фильм, вышедший на экраны в 1930 году, получил доброжелательные отклики и стал предметом специальных киноведческих исследований. Так, французский теоретик и историк кино Жорж Садуль признал дебютную режиссёрскую ленту Кауфмана «лучшей картиной 1929 года». Позже Садуль писал, что после просмотра фильма в 1930 году на Украине, он сохранил о нём «незабываемое воспоминание», и сравнивал его с поэмой, в которой «лирические образы оттепели и набухающих почек передавали пафос продвижения СССР по пути строительства социализма и не скрывали ещё существующих пережитков прошлого». В ходе обсуждения, состоявшегося в Киеве после премьеры «Весной», писатель и критик Леонид Первомайский отметил присутствие в фильме «и Кауфмана-художника, и Кауфмана-поэта», а авторскому монтажу дал определение «гениальный». По мнению писателя Александра Корнейчука, создатель картины сумел «блестяще организовать разрозненные куски, объединённые общей идеей».
Рецензенты не обошлись без сравнений эстетических позиций Вертова и Кауфмана. Николай Ушаков, сопоставляя их творческие почерки, отметил, что «Кауфман превосходит Вертова в расшифровке действительности, ибо режиссёр „частично абстрагирует“ то, что снято оператором». В то же время историк кино Лев Рошаль, назвав фильм «одной из самых прекрасных, лирически тонких и пластически совершенных документальных картин», воздал должное Дзиге как наставнику брата: «Ученик научился многому. <…> Это была победа Кауфмана, но ею мог гордиться и Вертов».
Создатели «Новейшей истории отечественного кино», определив, что по жанру «Весной» является кинопоэмой, отдельно выделили «родовую черту», которая была свойственна не только ленте Кауфмана, но и другим документальным фильмам 1920-х годов, — это «ярко выраженное авторское начало».
Улитка у Кауфмана прекрасна, как Грета Гарбо, а сражение муравьёв за кокон воспринимается как трагедия.

## Приёмы и методы
У Кауфмана действительно нет никакого революционного преображения действительности. <...> У него мир полнится радостью просто от факта своего бытия. От лужиц, от блестящих сосулек, от парочки, прогуливающейся по бульвару. И был вечер, и было утро: и увидел он, что это хорошо.
В своём последнем интервью, опубликованном в журнале «Новый мир», Михаил Кауфман рассказал, что во время работы он стремился показать и разрушительную силу, и «биологию весны», и тот перелом в сознании, который приходит вместе с тающим снегом. Режиссёру было важно «избежать лобовой агитации»: зритель, наблюдавший вместе с автором за сиюминутными преображениями всего живого, сам должен был почувствовать символизм отдельных кадров и эпизодов.
Особый акцент при монтаже уделялся ритму: он подчинял себе и «природные процессы», и движение машин, и перемещение горожан по улицам. Показывая «лирику весны», Кауфман совместил «вкусовые, обонятельные и слуховые ощущения» природы: цветы в его фильме на глазах наполняются жизненной силой, а каштаны «общаются» между собой. В какой-то момент зритель из наблюдателя превращается в участника действа: это происходит, в частности, в сцене, когда брызги воды устремляются с экрана — из-под колёс автомобиля — прямо в зал. Тот же самый эффект непосредственной близости к происходящему наблюдается в эпизоде с поездом:
В «Весной» есть также кадры, где показано, что видит камера, прикреплённая между колёсами поезда, когда она движется вместе с поездом — колёса мчатся прямо на зрителя. Анализ движения поезда удался Кауфману великолепно.